# Дуріан (тайфун)
Тайфун «Дуріан» (англ. Typhoon Durian) також відомий як Тайфун Ремінг (англ. Typhoon Reming) — смертоносний тропічний циклон, який спричинив хаос на Філіппінах, а згодом перетнув Малайський півострів наприкінці листопада 2006 року, спричинивши величезні людські втрати, коли селеві потоки з вулкана Майон поховали багато сіл.
Дуріан вперше досяг берега на Філіппінах, викликавши сильний вітер і проливні дощі, які спричинили селеві потоки поблизу вулкану Майон. Після того, як він завдав величезної шкоди на Філіппінах, він вийшов у Південно-Китайське море та трохи послабшав, перш ніж зумів реорганізуватися та повторно посилитися в тайфун незадовго до свого другого виходу на сушу, цього разу у В'єтнамі поблизу міста Хошимін, завдавши шкоди понад 450 мільйонів доларів США. Загалом Дуріан убив майже 2000 людей і ще сотні зникли безвісти. Збитки на Філіппінах від тайфуну склали 5,086 мільярда PHP (130 мільйонів доларів США).

## Метеорологічна історія

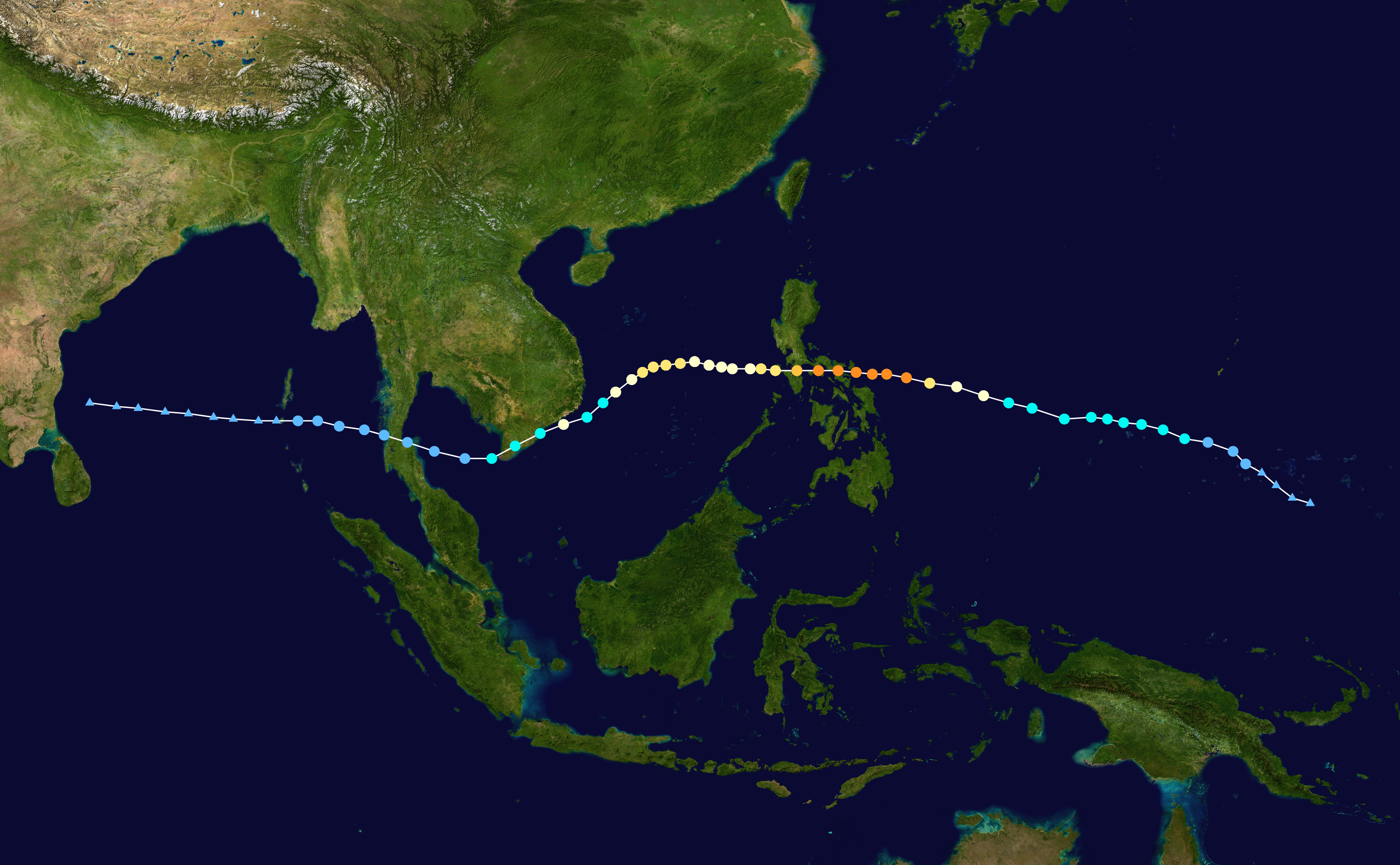
Карта шляху і інтенсивності Тайфуну Дуріан

Тайфун Дуріан утворився як тропічна депресія 24 листопада 2006 року поблизу штату Чуук. Розташована на південь від хребта, система простягалася на північний-захід через область слабкого зсуву вітру та хорошу дивергенцію верхнього рівня. Пізно ввечері 26 листопада депресія посилилася в тропічний шторм і була названа Дуріаном Японським метеорологічним агентством (JMA). Стабільне посилення відбувалося протягом наступних двох днів, коли система наближалася до Філіппін. Після досягнення статусу тайфуну 29 листопада Дуріан пройшов період швидкої інтенсифікації кульмінацією якого є досягнення максимального 10-хвилинного максимального тривалого вітру 195 км/год (121 миль/год) і центрального барометричного тиску 915 мбар (гПа ; 27,02 дюйма рт. ст.). Дуріан торкнувся південного узбережжя Катандуанес із такою інтенсивністю 30 листопада, де спостерігався рекордний порив 320 км/год (200 миль/год).

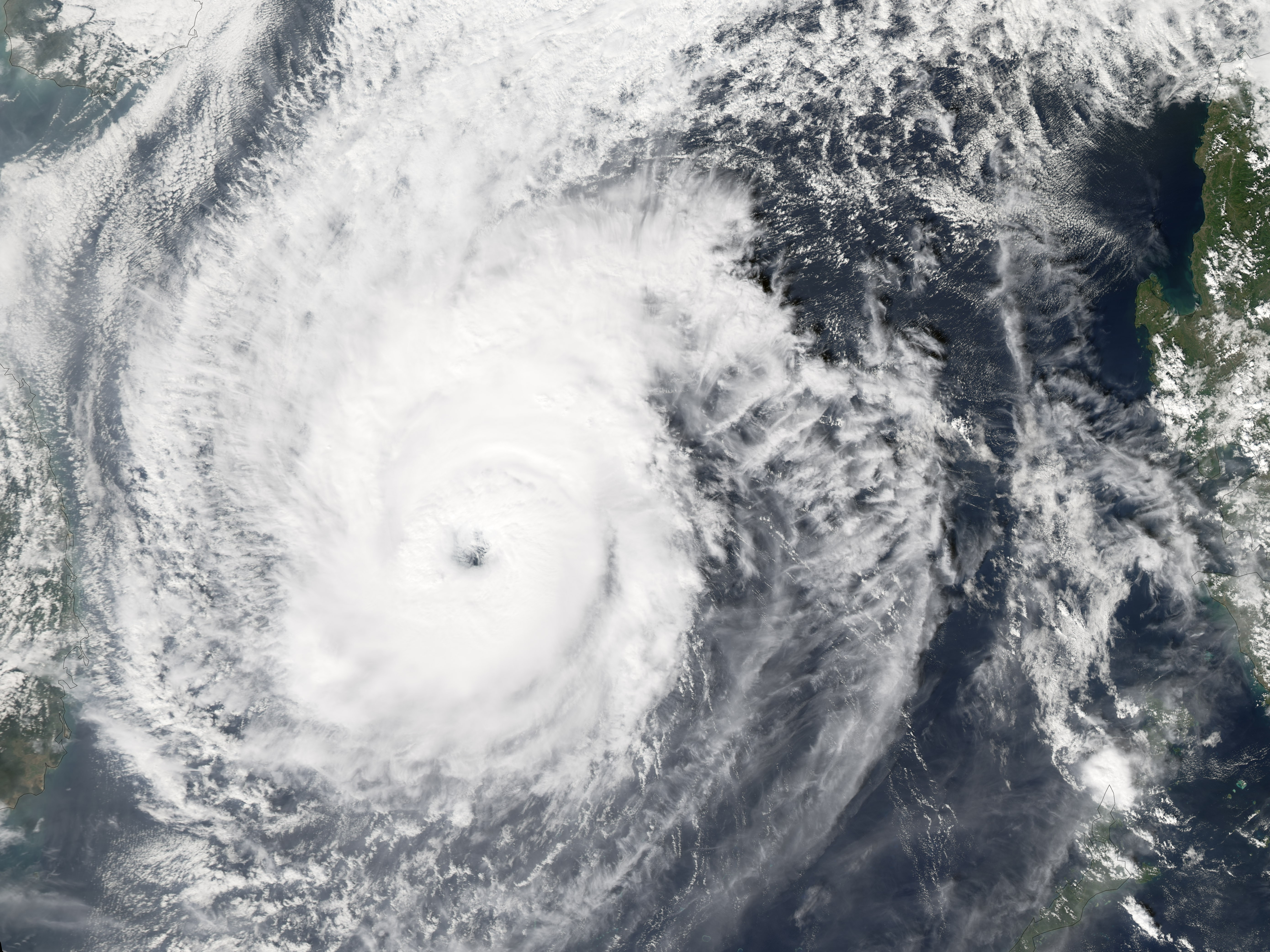
Тайфун «Дуріан» на другому піку інтенсивності 3 грудня.

Невелике послаблення відбулося перед тим, як шторм обрушився на сушу в регіоні Бікол. Взаємодія з сушею прискорила подальше послаблення шторму, хоча він зберіг статус тайфуну після появи над Південно-Китайським морем 1 грудня, пройшовши всього за 80 км (50 миль) на південь від метро Маніли. Відбулося деяке повторне посилення, коли Дуріан досяг вторинного піка 3 грудня. Згодом все більш несприятливі умови спричинили ослаблення системи до сильного тропічного шторму, коли вона повернула на південний-захід. Шторм спочатку посилювався перед тим, як обрушився на південь В'єтнаму рано 5 грудня як мінімальний тайфун перед тим, як зменшитися до тропічної депресії. Система знову повернула на захід і перетнула Малайський півострів. JMA припинив відстеження шторму 6 грудня, коли він перетнув на захід від 100° сх.д. і в басейн північної частини Індійського океану, хоча Об'єднаний центр попередження про тайфуни (JTWC) продовжував відстежувати його через затоку. Бенгалії. Не зумівши реорганізуватися, 6 грудня Дуріан перетворився на залишковий мінімум, перш ніж остаточно розсіятися через три дні біля узбережжя Андгра-Прадеш, Індія, 9 грудня.